# Junction City (Wisconsin)
Junction City è un villaggio degli Stati Uniti d'America, situato in Wisconsin, nella contea di Portage.